# Аманс (Горња Саона)
Аманс (фр. Amance) насеље је и општина у источној Француској у региону Франш-Конте, у департману Горња Саона која припада префектури Везул.
По подацима из 2011. године у општини је живело 707 становника, а густина насељености је износила 40,31 становника/km². Општина се простире на површини од 17,54 km². Налази се на средњој надморској висини од 242 метара (максималној 287 m, а минималној 210 m).

## Демографија
| 1962. | 1968. | 1975. | 1982. | 1990. | 1999. | 2011. |
| ----- | ----- | ----- | ----- | ----- | ----- | ----- |
| 753   | 768   | 728   | 730   | 755   | 754   | 707   |

График промене броја становника у току последњих година